# Ruta Provincial 307 (Tucumán)

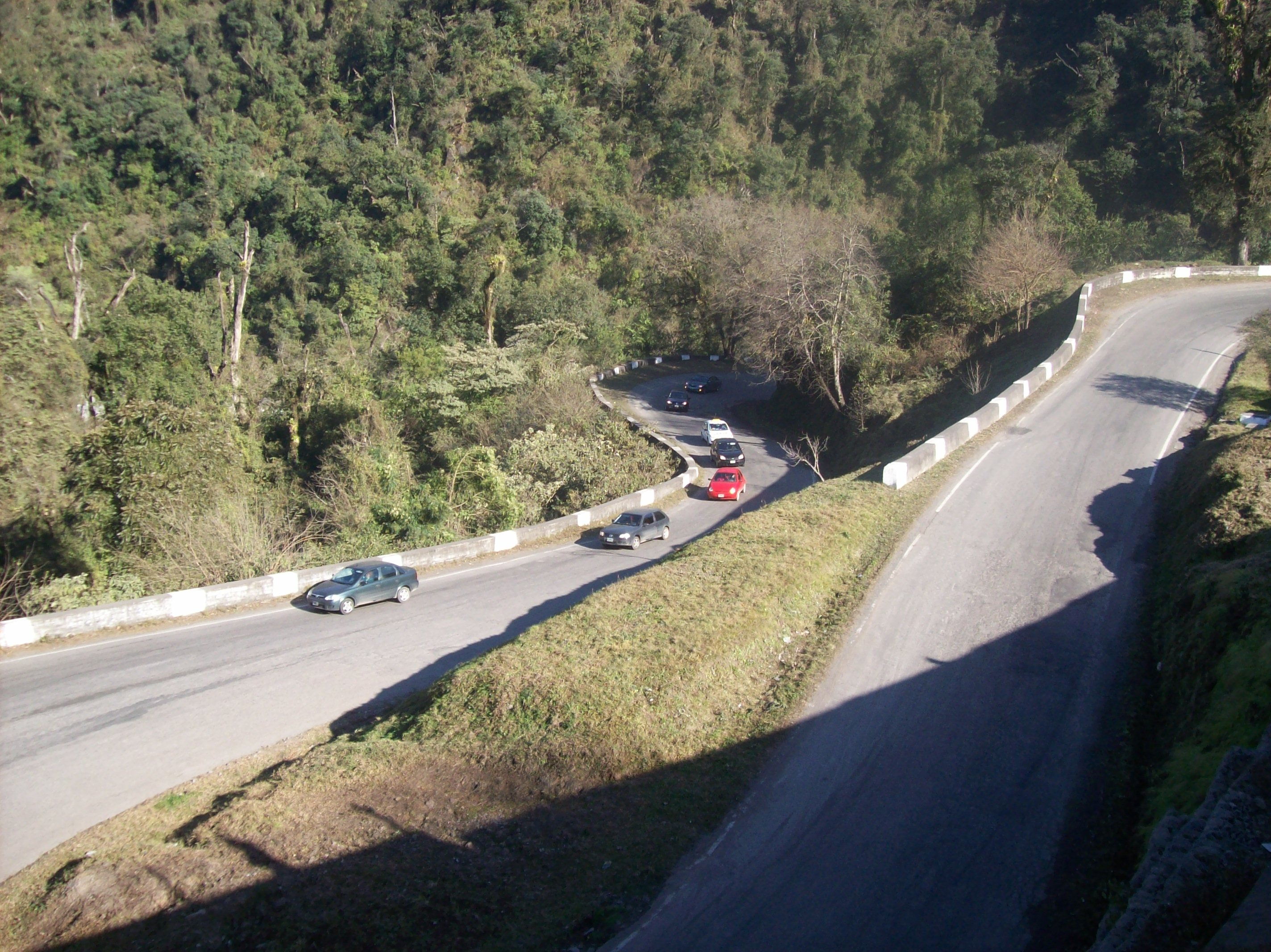
Vista de la RP 307 desde el Monumento al Indio

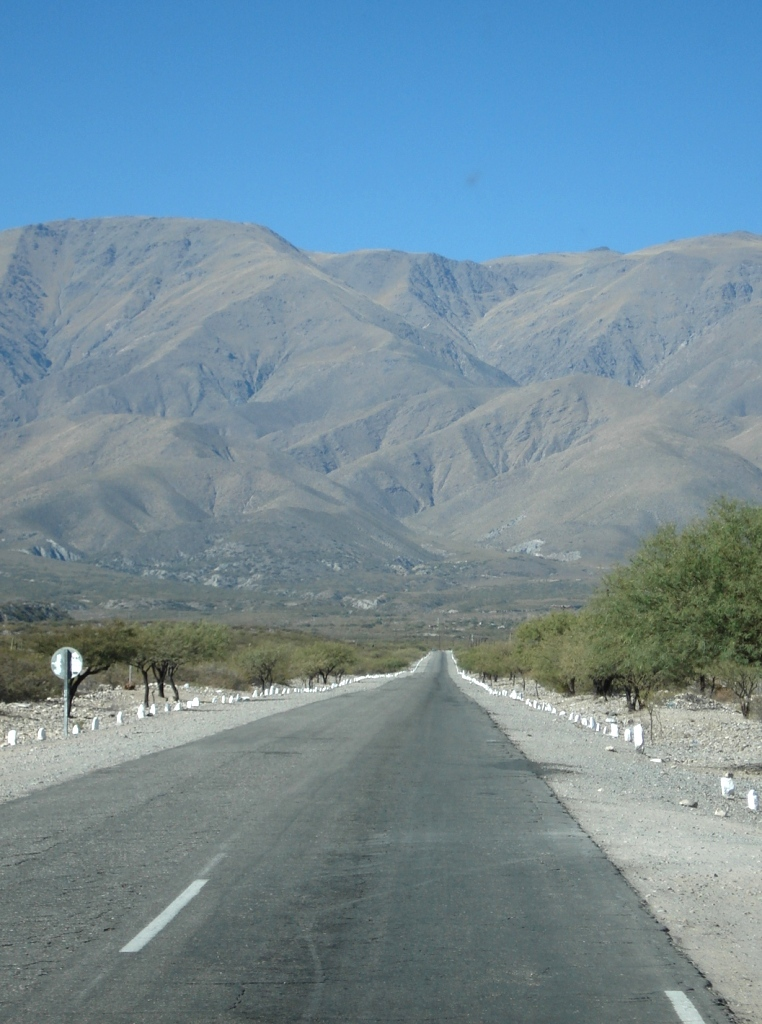
Vista de la RP 307 en Amaicha del Valle

La Ruta Provincial 307 es una carretera ubicada en la Provincia de Tucumán, Argentina, uniendo la zona de los Valles Calchaquíes desde la localidad de Acheral hasta el límite con la Provincia de Catamarca en Amaicha del Valle. Pertenece a la jurisdicción del gobierno provincial de Tucumán en sus 117 kilómetros de recorrido. Aproximadamente 123 000 turistas utilizan esta ruta de 1294 curvas al año.

## Historia
Originalmente la zona de los Valles Calchaquíes comprendida entre los Departamentos Monteros y Tafí del Valle de Tucumán no estaba conectada de manera vehicular con el resto de la provincia. 
Por esta razón, entre 1938 y 1940 el gobierno emprende el estudio para la construcción de un camino que comunicara Tafí del Valle y el resto de Tucumán, con el asesoramiento del ingeniero Estadounidense Richard Maury, quien participó en los trabajos del Tren de las Nubes.
Por ello en 1940, tras desestimarse trayectos por la Quebrada del Portugués y la Senda de la Ventanita, comienza la construcción del camino actual. El 25 de junio de 1941 llegó el primer automóvil a Tafí del Valle, aunque la carretera fue inaugurada el 17 de enero de 1943 en presencia del gobernador Miguel Critto y autoridades nacionales y provinciales.
Entre 2012 y 2014 el tramo desde Acheral hasta Tafí del Valle fue pavimentado de nuevo en su totalidad, realizando obras de construcción de muros de hormigón para contener los constantes desprendimientos de rocas, banquinas y cordón de hormigón al costado de la vía automovilística. Ese mismo año fueron inauguradas por el gobernador José Alperovich y el secretario de obras públicas José López.
En la localidad de Acheral se construyó un distribuidor vial, colectoras viales, cruces canalizados y un puente que cruza la localidad hasta la intersección con la Ruta Nacional 38. Además, se hicieron obras de alcantarillado y se colocó nueva iluminación, señalización y un sistema de alarma contra aluviones. Todos los trabajos tuvieron un costo final de ARS 273 000 000.
En el año 2020 el gobernador Juan Manzur anunció la reconstrucción y repavimentación del tramo entre Ampimpa y Amaicha del Valle, con un costo de ARS 2.000 000 000. Así las obras comenzaron en el año 2023, conectando el Observatorio Provincial de Ampimpa, El Infiernillo y Amaicha del Valle.

## Localidades
Las ciudades y pueblos por los que pasa son los siguientes:
- Departamento Monteros: Acheral y Santa Lucía.

- Departamento Tafí del Valle: El Mollar, Tafí del Valle y Amaicha del Valle.